# Bellovaques
Les Bellovaques (en latin : Bellovaci) sont un des peuples gaulois de la Gaule belgique. C’était l’un des plus importants numériquement et ils  étaient les premiers des Belgae. Ils avaient pour voisins, au sud, les Parisii et Véliocasses, à l’ouest, les Calètes, au nord, les Ambiens et à l’est, les Silvanectes et Suessions.
Ils donnent son nom à la ville de Beauvais.

## Localisation
Ils demeuraient dans l’actuel département de l'Oise à l’ouest de la rivière Oise. Mais il est probable que le territoire qu’ils contrôlaient à l’époque de la Guerre des Gaules était plus vaste que la civitas gallo-romaine, dont les limites ont été conservées par l’évêché de Beauvais, avec des cités clientes (pagi) qui furent rattachées aux peuples voisins (peut-être comme les Ambiens, les Calètes ou les Véliocasses).

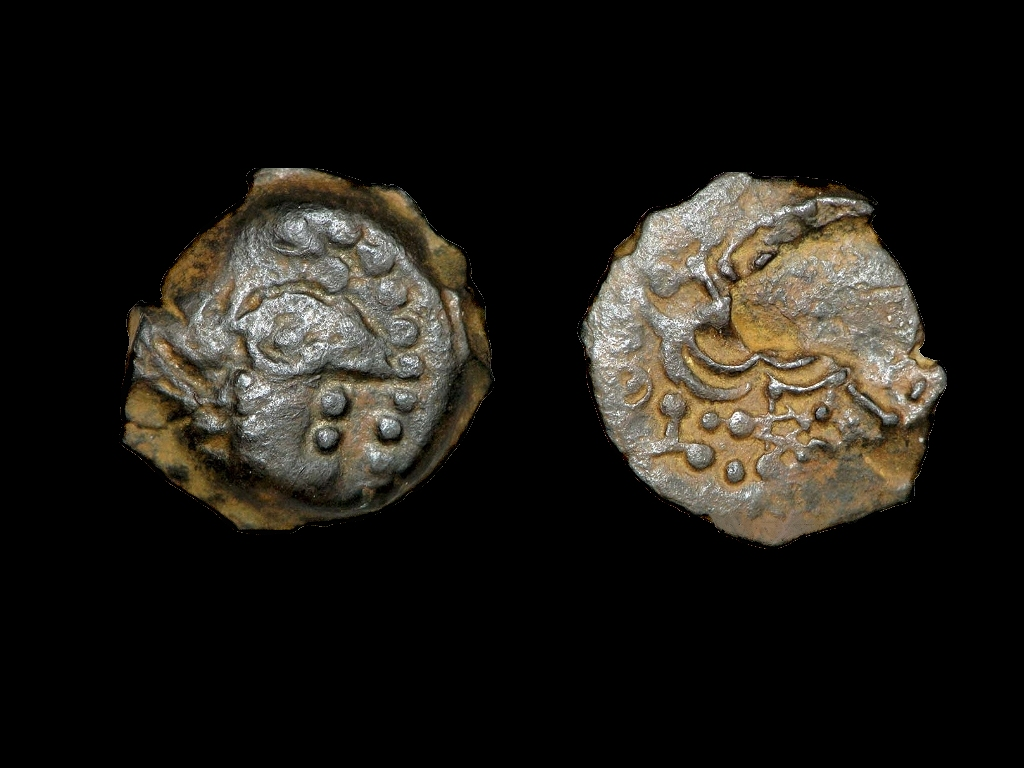
Monnaie de bronze des Bellovaques.

## Les Bellovaques dans la Guerre des Gaules
- En 57 av. J.-C., ils participent à la coalition des Belges : ils lèvent 60 000 hommes (sur les 300 000 de la coalition), mais peuvent en réunir 100 000 (Selon les décomptes de César, sur lesquels il peut être fait des réserves)[1]. Ils se soumettent quand César s'approche de l’oppidum de Bratuspantium[3] (sa localisation est toujours inconnue, certains chercheurs ont évoqué l'hypothèse de Vendeuil-Caply, près de Breteuil[4],[5]). Afin de rendre sa victoire plus éclatante, Jules César dit d’eux qu’ils étaient « les plus courageux des Belges ».
- À la fin de l'année 54 marquée par la révolte d'Ambiorix dans le nord, César envoie trois légions hiverner chez les Bellovaques pour empêcher la contagion aux peuples belges voisins. Elles étaient commandées par Trébonius, Crassus et Munatius Plancus (BG V, 24).
- En 52, les Bellovaques refusent de participer à la coalition dirigée par Vercingétorix. Finalement, sur l'insistance du roi des Atrébates Commios, ils fournissent 2 000 guerriers.
- En 51 av. J.-C., Corréos, le roi des Bellovaques, prend la tête d’une nouvelle coalition de Belges (Ambiens, Atrébates, Calètes, Veliocasses) et Aulerques. Les Bellovaques pénètrent en territoire suession et se retranchent sur un terrain protégé par des marais et des bois (sans doute près de Clermont (Oise)) : Jules César en met le siège. Les Bellovaques, instruits par l’exemple d’Alésia, s'échappent de nuit et se réfugient dans un oppidum. César les poursuit. Une bataille s’engage où les Bellovaques sont défaits et Corréos tué. Sa mort met fin aux hostilités.
- En 46 av. J.-C., eut lieu un nouveau soulèvement sur lequel l’information fait défaut.

## L’époque romaine
Les Bellovaques donnèrent leur nom au Beauvaisis et à la ville de Beauvais, la capitale fondée à l'époque romaine sous le nom de Caesaromagus, devenue Bellovacis au Bas-Empire.
Parmi les nombreuses occupations qui se sont développées sur le territoire bellovaque pendant la période romaine, la ville Briga, désormais fouillée de manière ininterrompue depuis près de 20 ans, participe activement au renouvellement des connaissances dans de nombreux domaines (architecture monumentale, statut, diffusion commerciale).

## Étymologie
L’ethnonyme Bellovaques n'a pas d'interprétation assurée, cette forme résulte de la francisation de Bellovaci, Bellouaci. Cependant, il est probable que l'élément -aci dans Bellovaci représente le suffixe celtique localisant -āko- que l'on retrouve dans le nom de la tribu des Rauraci, Rauraques, « ceux de la Raura », la Ruhr, ainsi qu'associé à celui des Parisii, dans le Pilier des Nautes parisiens, à savoir Nautae Parisiaci « Nautes de chez les Parisii ». Peut-être faut-il interpréter Bello-uacus (pluriel Bello-uaci), plutôt que Bellou-acus (pluriel Bellou-aci), le premier élément Bello- représenterait alors un gaulois belo-, bello- « fort, puissant » que l'on retrouve dans le nom du dieu Belenos.